# Постструктурализъм
Макар понякога да се смята за поддтермин, или за инклузивен и съдържащ се в понятието постмодернизъм термин, постструктурализмът има ясни граници на своето значение и самостоятелност на понятието.

## Произход на термина
Като термин постмодернизмът възниква в Щатите към края на 1960-те, за да опише иначе предимно френските изследвания, които предизвикват и поставят под съмнение примата на структурализма в хуманитаристиката.

## Принципи на постструктурализма
Какво значи постструктурализъм?
- Детотализиране
- Дедоксализиране (виж докса)
- Игра на означаващите
- Антихуманизъм
- Деконструкция на Жак Дерида – езикът като система на различието, трансцендентното означаващо; логоцентризъм (в За граматологията), фоноцентризъм, фалогоцентризъм; бинарни опозиции и допълване; различието
- Разкриване на текстовото несъзнаване (идеология)

Първоначално структурализмът пита откъде идват значенията. От самия текст? От контекста, в който текстът се консумира? Самият читател свободен ли е да създаде свое собствено значение? Дали произвеждането на значението идва от взаимодействието на тези фактори? Ако е така, как точно си взаимодействат те?
Постструктурализмът продължава да задава тези въпроси, но отказва да даде категоричен отговор.
Структурализъм и постструктурализъм формират до голяма степен философската страна на постмодерната теория. Наистина, в наше време постструктурализмът е виждан често като постмодерна философия. Но той не е една-единствена школа или академична дисциплина. В действителност, терминът често се използва, за да обедини работата на група разнообразни мислители, някои от които са се самоопределили като постструктуралисти. Освен това, въпреки че думата „постструктурализъм“ загатва, че той чисто и просто следхожда структурализма в някой етап от историята, по-правилно би било да кажем, че специално през 60-те и 70-те години, двете съществуват едновременно и често се преплитат.
Полезно е да се отделят някои определени течения в постструктуралистката мисъл. Общото между различните постструктуралисти са въпросите, набелязани дотук, както и фактът, че тяхната работа е смес от политическа теория, литературна критика, философия, психоаналитична теория, семиотика, структурализъм и (в някои случаи) феминизъм.

## Наследство от структурализма
Постструктуралистите наследяват от структурализма следните идеи:
- Езикът не може да посочва извън себе си, не може да надскочи себе си;
- Езикът по-скоро произвежда (а не отразява) значение;
- Езикът не изразява индивидуалността.

Така че има определена прилика между постструктурализма и предполагаемия му предшественик. Но префиксът „пост“ идва по-скоро да покаже, че той разширява значението му в много по-голяма степен, отколкото Фердинанд дьо Сосюр или Клод Леви-Строс вероятно са възнамерявали. Важни са и принципите, по които се различава от структурализма (и отново се преплита). За по-удобно можем да ги разделим на три:
Постструктурализмът е по-антифундаментален
Структурализмът отделя текста от основите на реалността и индивидуалното авторство. В това отношение можем да го наречем антифундаментална тенденция. Но той също предполага, че въпреки че текстовете могат да се разглеждат като плоски повърхности, те се подкрепят от дълбоки, скрити, фундаментални структури. Постструктурализмът обаче отхвърля всякакво предположение за принципни, скрити основи отвъд значението.
Постструктурализмът е по-малко всеобхватен
Постструктурализмът обвинява структурализма в това, че твърде често и арогантно се самообявява за висша, обективна позиция, от която съзира вечните „глобални факти“ зад всички текстове. Постструктурализмът вижда това като тоталитарно или империалистично отношение и не вярва, че е възможно, нито желателно да излезем крачка встрани от обектите на изучаване и да разкрием едно крайно, всеобхватно обяснение на всичко.
Постструктурализмът си служи повече с диференциацията
Структурализмът твърди, че в езика няма знак, който да отразява положително значение сам по себе си. Значението е винаги въпрос на диференциация. При все това езикът е виждан като стабилна, дори тиранична структура. Постструктурализмът извежда диференциацията на преден план, с цел да преодолее всяко схващане за стабилността или единството на смисъла. При структурализма текстът се разглежда като завършеност. При постструктурализма той винаги е незавършен, прекъснат, противоречив.
Както виждаме, постмодернизмът отхвърля идеята, че нещата имат едно-единствено, основно значение. Вместо това той приема фрагментацията, конфликта, прекъснатостта по отношение на история, идентичност, култура. Подозрителен е всеки опит да предоставим всеобхватни, тотални теории. Отхвърля се и идеята, че всеки културен феномен би могъл да бъде обяснен като ефект на една обективно съществуваща, фундаментална причина.

## Деконструктивизъм
Една от най-влиятелните фигури в постмодернистката мисъл, насочена срещу източниците, основанията и теориите, организирани около дадени центрове (или системи), е Жак Дерида (роден през 1930 г.). В дълги поредици от крайно взискателни четива, публикувани от средата на 60-те години насам, Дерида развива свой собствен специфично постструктуралистичен профил на философията, лингвистиката и литературния анализ. Той се възприема под името деконструктивизъм или деконструкция.
Деконструктивистката работа на Дерида е до голяма степен част от един проект за изясняване на онова, което бихме могли да наречем „значение на значението“. Той продължава структуралистката задача да търси условията, които позволяват на текста да бъде смислен и споделя техния интерес във взаимоотношението между език и мисъл. Но във връзка с постструктуралистките идеи, Дерида е много по-заинтересован от това как текстовете могат да бъдат многозначни и значенията – нестабилни, отколкото от това да сведе тези значения до една строга система.